# Miradouro da Fajã de Fernando Afonso

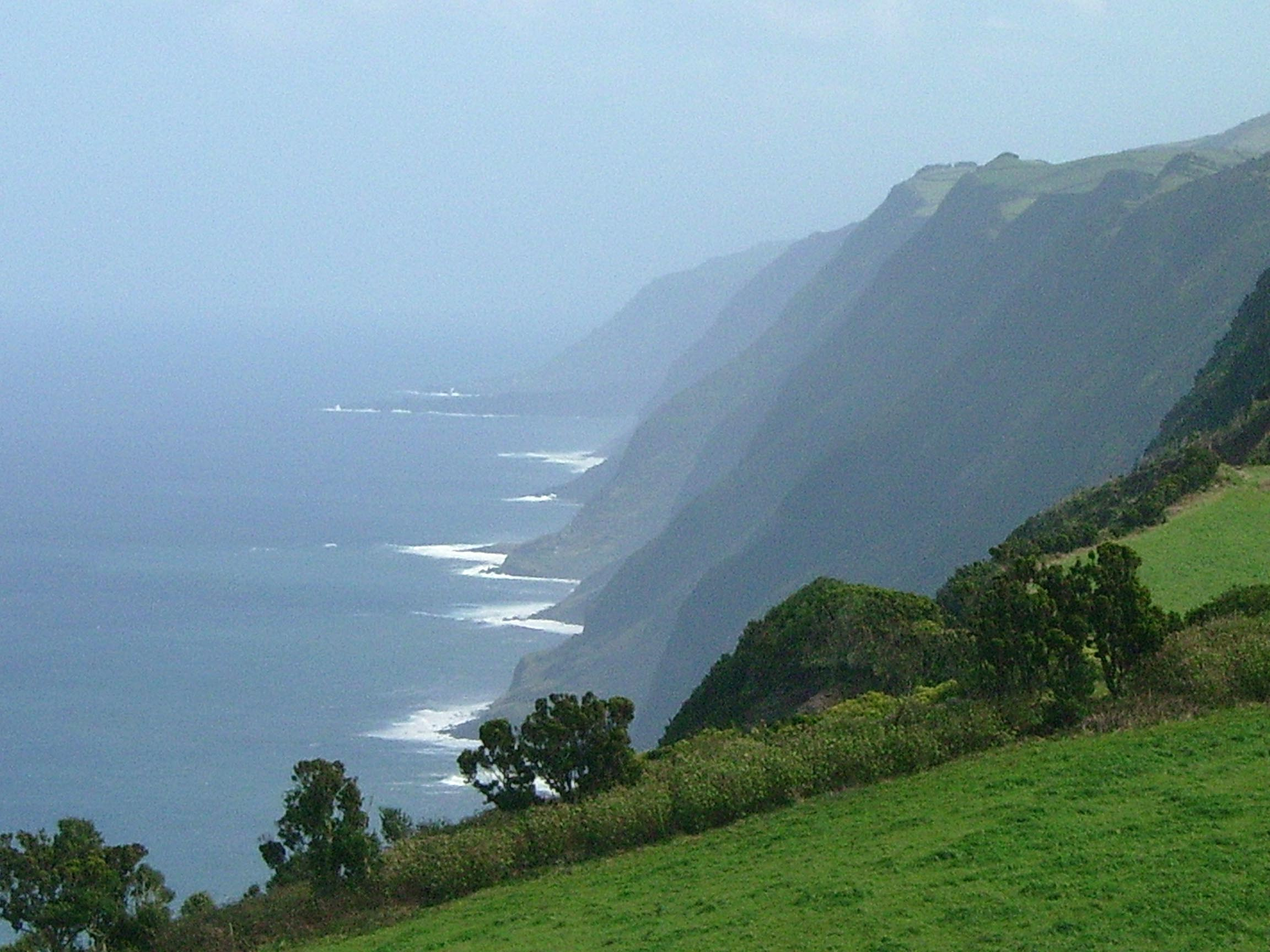
Miradouro da Fajã de Fernando Afonso no Parque Florestal das Sete Fontes, Costa Norte da ilha de São Jorge, Açores, Portugal.

O Miradouro da Fajã de Fernando Afonso é um miradouro português localizado dentro do Parque Florestal das Sete Fontes que faz parte do Sitio de Interesse Comunitário da Ponta dos Rosais. Localiza-se na freguesia dos Rosais, concelho de Velas, ilha de São Jorge e arquipélago dos Açores.
Este miradouro encontra-se rodeado de uma grande variedade de flora típica da Macaronésia, nomeadamente a Erica azorica. Deste miradouro estende-se uma paisagem grandiosa sobre as altas falésias da costa norte, algumas com mais de 600 metros de altitude, daqui pode ver-se no fundo das referidas falésias a Fajã de Fernando Afonso, Fajã da Pelada, Fajã de Vasco Martins, Fajã Rasa, Fajã da Ponta Furada, Fajã do Ouvidor.
É ainda possível ver deste miradouro a ilha Graciosa e a ilha Terceira.